# Büsum
Büsum (/ˈbyːsʊm/, ? Écouter [Fiche]) est une commune d'Allemagne, située dans le Land de Schleswig-Holstein.

## Géographie
La ville se trouve au bord de la mer du Nord, dans la baie de Meldorf, près de l'embouchure de l'Eider, à environ 100 km au nord-ouest de Hambourg.

## Histoire
La première mention documentée remonte à l'an 1140. Des examens archéologiques montrent que le noyau de l'île a consisté en une région de dunes. À l'origine Büsum était une île dont le côté sud a été aplani partiellement à travers les siècles par des raz-de-marée (1362, 1436 et 1570), tandis que l'île a augmenté dans le nord. Depuis 1837, la ville peut s'appeler officiellement « Nordseebad », c'est-à-dire station balnéaire.

## Administration

### Jumelages
- Camaret-sur-Mer (France) depuis 1967[2]
- Kühlungsborn (Allemagne)

## Économie
La commune est une station balnéaire et le centre touristique le plus important de l'arrondissement de Dithmarse. L'été, elle voit sa population grandir fortement et devient la plus grande commune de l'arrondissement. En 2002 les 15 000 chambres d'hôtes ont permis l'accueil de 160 000 touristes. Büsum se classe en cinquième position des nuitées du Schleswig-Holstein, derrière Sankt Peter-Ording, Westerland sur Sylt ainsi que les stations balnéaires de la mer Baltique Grömitz et Timmendorfer Strand. Les touristes viennent à 99,5 pour cent de l'Allemagne. Le quota des touristes étrangers est extraordinairement bas. L'image de la commune est marqué par la pêche aux crevettes, même si la signification économique est déclinante.